# Maestro de Sobrado
El Maestro de Sobrado fue un escultor del siglo xvi. De identidad desconocida, recibe este nombre por haber desarrollado una parte importante de su obra en el Monasterio de Santa María de Sobrado. Su fama ha llevado a que varios de sus biógrafos, entre ellos Yolanda Barriocanal López y Francisco Singul, lo definan respectivamente como el «máximo representante de la escultura orensana de mediados del siglo xvi» y la «figura indiscutible del panorama escultórico gallego del segundo tercio del xvi».

## Biografía
La biografía del Maestro de Sobrado resulta completamente desconocida, a excepción de su actividad artística entre 1540 y 1570. El historiador del arte Juan José Martín González sugirió en 1966 que el escultor podía tener origen francés y que su identidad podría corresponderse con Jacques Paris, si bien el propio Martín González optó por referirse a él como Maestro de Sobrado. Siguiendo esta tesis, el autor José Hervella Vázquez propuso en 1994 a Paris como el más firme candidato con base en varias circunstancias, entre ellas el hecho de que en 1547 Paris figura como colaborador del Maestro Durán, el mercader Juan Cascón y varios carpinteros en una obra acometida en los órganos de la Catedral de Orense, además de haber sido designado testamentario en la ciudad por el entallador Pedro de la Valiña el año anterior, aunque esta identificación se contradice con el hecho de que el Maestro de Sobrado no llegó a Orense hasta 1550, año en que concluyó el retablo del Monasterio de Santa María de Sobrado. Por su parte, los expertos coinciden en que la producción del Maestro de Sobrado presenta una clara influencia del estilo de Juan de Juni, escultor francés que desarrolló su arte principalmente en León, Salamanca y Valladolid, considerándose incluso que pudo haberse formado en su taller. De acuerdo con esta hipótesis, el Maestro de Sobrado habría llegado a España en torno a 1533 junto a un grupo de entalladores franceses, instalándose con Juni en León; cuando este último se trasladó a Medina de Rioseco en 1538, sus discípulos se dispersaron por la península: algunos, como Juan de Angés el Viejo, permanecieron en León, mientras que otros partieron rumbo a diferentes puntos de la geografía española, dirigiéndose el Maestro de Sobrado a Galicia.

## Obra

### Sobrado
En 1540 fue llamado por los monjes del Monasterio de Santa María de Sobrado para que tallase el retablo mayor de su iglesia; simultáneamente fue convocado también el escultor francés Gil Probot para que construyese el coro del monasterio. Este retablo, obra que hizo que el artista fuese denominado Maestro de Sobrado, fue elaborado entre 1545 y 1550, conservándose actualmente solo algunos fragmentos: tres tablas (Nacimiento de la Virgen, Adoración de los pastores y Lamentación sobre Cristo Muerto) y una imagen de Cristo crucificado que originalmente formaba parte del Calvario que coronaba el retablo. Las dos primeras tablas se encuentran expuestas en el Museo del Pueblo Gallego, en Santiago de Compostela, mientras que la tercera tabla, al igual que la talla cristífera, se custodia en la Iglesia de San Pedro de Porta.

### Orense

#### Ciudad
En 1550, una vez terminado el retablo, el Maestro de Sobrado se trasladó a la ciudad de Orense, donde trabajó para la catedral y algunas iglesias rurales próximas, permaneciendo en la localidad hasta aproximadamente 1565-1570, momento a partir del cual se pierde su rastro. Para la catedral ejecutó el retablo de la Quinta Angustia; hay constancia de que la obra fue terminada hacia 1557, siendo dorada en torno a 1565 por Juan Tomás Celma, tío de Juan Bautista Celma, famoso por su labor en la Catedral de Santiago de Compostela. En el centro del retablo, restaurado en 2007, figura Cristo recién bajado de la cruz; a un lado aparece San Juan sosteniendo su cabeza mientras que al otro la Magdalena se arrodilla a sus pies. En la parte posterior destacan Salomé rezando, María de Cleofás con gesto de angustia, José de Arimatea y Nicodemo con la corona de espinas entre las manos. Por su parte, en el ático se halla una imagen de San Benito por ser este santo el patrón de la capilla donde se halla emplazado el retablo. En la catedral se ubican también otras dos piezas del Maestro de Sobrado: una talla de San Joaquín situada en el museo catedralicio y una imagen de Cristo atado a la columna conservada también en el museo la cual procesiona en Semana Santa. En lo que respecta al resto de la ciudad, solo existe otra obra atribuible al maestro: la puerta de un tríptico de la que se desconoce su procedencia pero de la que se sabe que formó parte de un oratorio particular, propiedad del Museo Arqueológico Provincial y exhibida actualmente en la sala de exposición de San Francisco.

#### Provincia
Otras obras reseñables del Maestro de Sobrado son el retablo de la Iglesia de San Salvador de Pazos de Arenteiro, el cual alberga como figura principal al Cristo de la Humildad, también conocido como Cristo de la Piedra Fría. En este mismo retablo hay esculturas de San Juan Bautista y San Bartolomé, destacando en el segundo cuerpo una imagen de la Inmaculada Concepción y bustos de San Pedro y San Pablo, estas tres últimas obras ejecutadas probablemente por su taller. En la Iglesia de Santa Marta de Velle se conserva por su parte otro Cristo de la Humildad, más conocido como Santo Cristo del Perdón, sacado en Semana Santa al igual que Cristo atado a la columna, mientras que en la Iglesia de San Mamés de Palmés se custodia una Virgen con el Niño así como una talla de San Mamés; la Virgen con el Niño apareció en 1987 mutilada y oculta bajo un altar, mientras que San Mamés fue repintado en algún momento de manera desafortunada.
En la Iglesia de San Juan de Trasmiras se conserva un San Juan Bautista a la vez que las localidades de Cenlle y San Pedro de Poulo guardan cada una una imagen de Santa Lucía. En la Iglesia de Santa Baia de Banga destacan por su parte una Piedad, una María Magdalena y un Cristo crucificado, custodiándose una imagen de San Roque en la iglesia parroquial de Montederramo procedente del Monasterio de Santa María. Finalmente, la Iglesia de Santa Marta de Tioira alberga una capilla en la que se venera una imagen de Santa Marta que, al igual que las tallas de San Roque y San Mamés, sufrió un exagerado repintado que mantiene oculta su gran calidad.

## Galería de imágenes

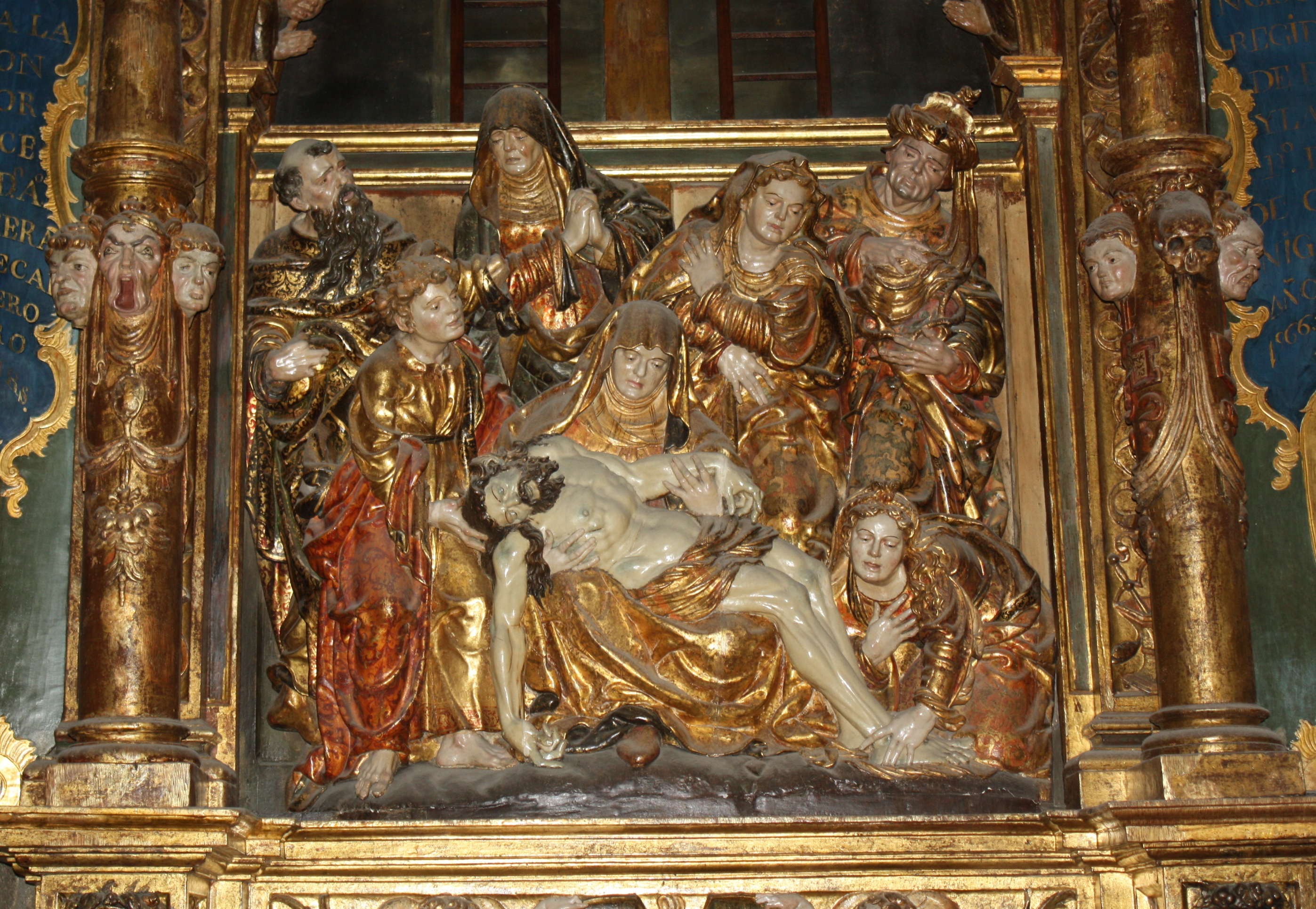
Retablo de la Quinta Angustia.
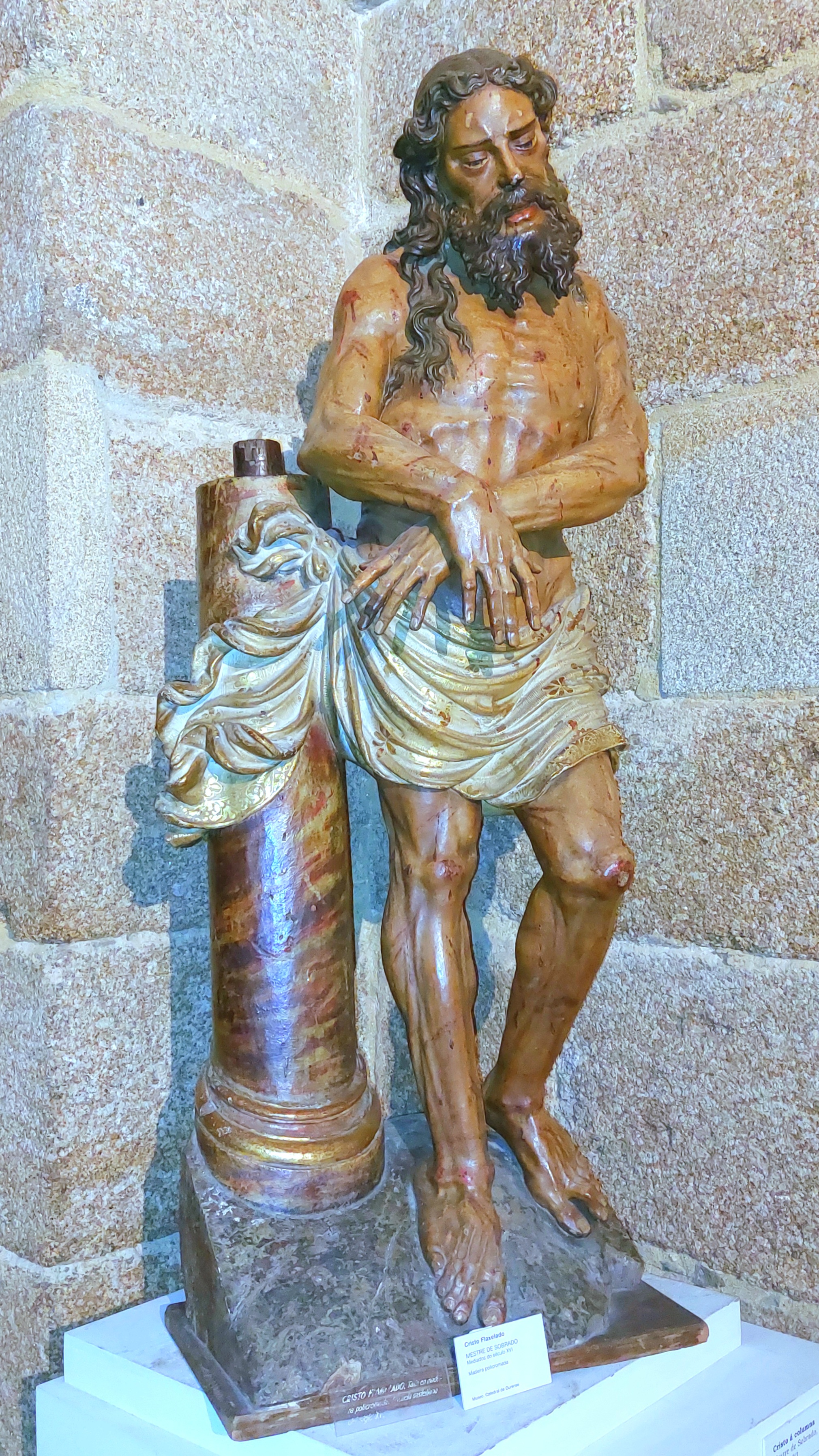
Cristo atado a la columna.
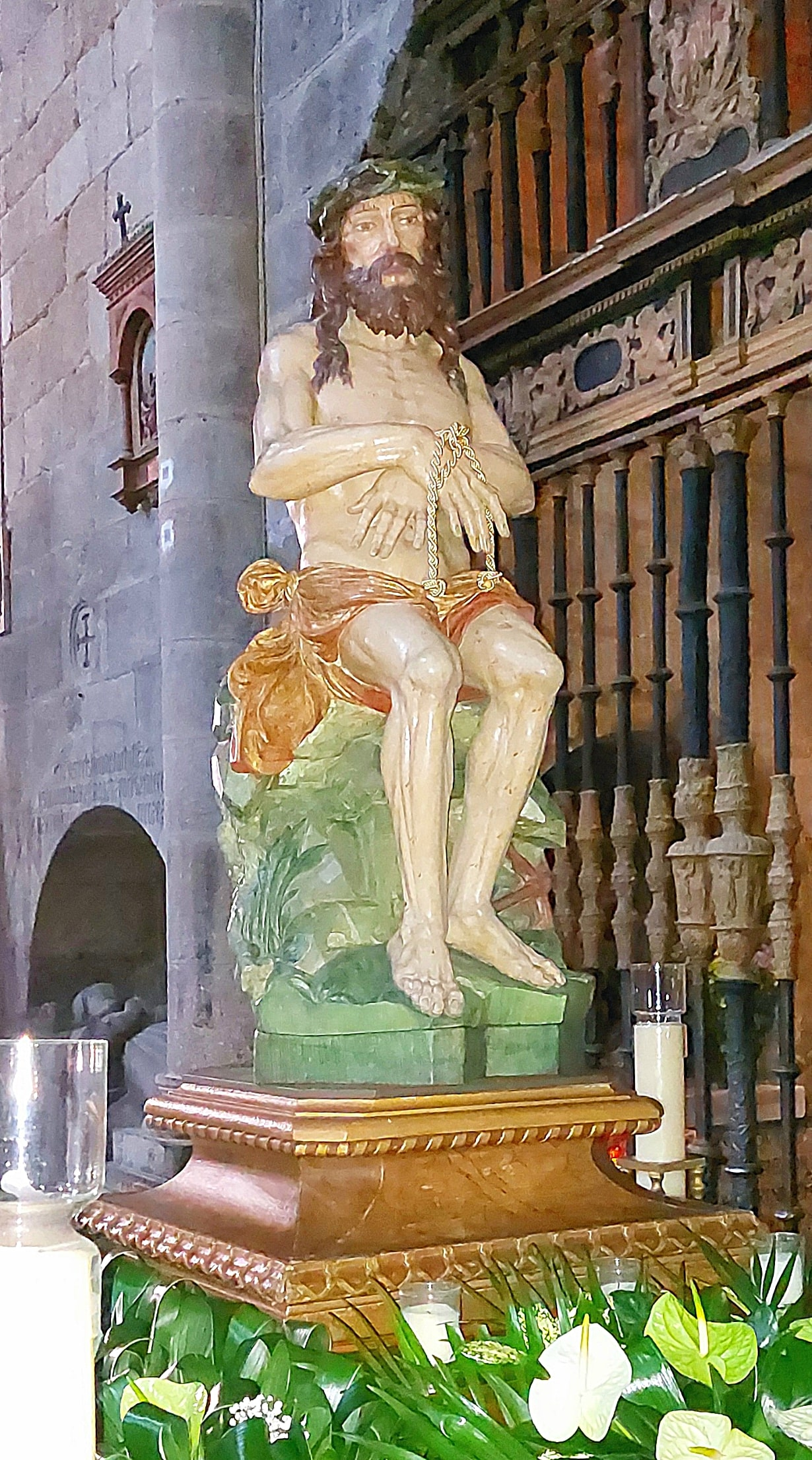
Santo Cristo del Perdón.
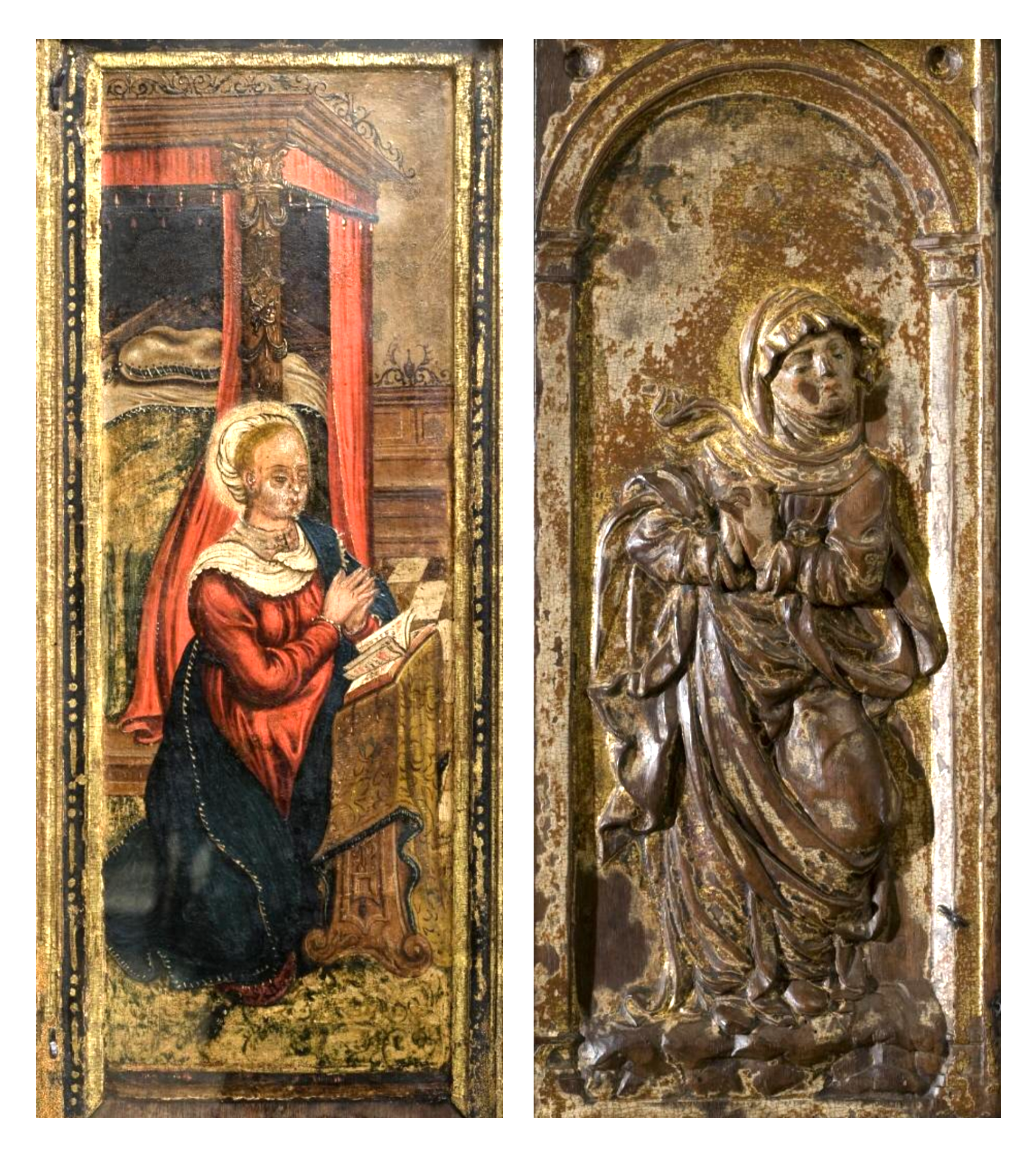
Puerta de tríptico.